# Claus Cito
Nicolas Joseph « Claus » Cito, né le 26 mai 1882 à Bascharage – mort le 5 octobre 1965 à Pétange, est un sculpteur luxembourgeois.

## Biographie
Il est surtout connu pour sa sculpture qui couronne le Monument du souvenir à Luxembourg, un monument commémoratif national situé sur une place publique (place de la Constitution) près du centre-ville. 
En luxembourgeois, cette statue est communément appelée Gëlle Fra (femme dorée).
En 1909, il reçoit le Prix Grand-Duc Adolphe.

## Œuvres
- Mémorial Ernest Cambier au parc Josaphat à Schaerbeek (Bruxelles).